# Three… Extremes
Three… Extremes (Originattiel: chinesisch 三更2, Pinyin Sān gēng èr, kantonesisch Saam gaang yi; koreanisch 쓰리, 몬스터, RR Sseuri, monseuteo, MCR Ssŭri, monsŭt'ŏ; japanisch 美しい夜、残酷な朝 Utsukushii Yoru, Zankoku na Asa) ist ein Horror-Episodenfilm aus dem Jahr 2004, der in koreanisch-chinesisch-japanischer Koproduktion entstand. Der Film wurde von drei renommierten asiatischen Regisseuren (Fruit Chan, Park Chan-wook, Takashi Miike) aus drei Ländern zusammengestellt und erzählt dabei drei unterschiedliche und nicht zusammenhängende Geschichten.

## Handlung

### Episode 1: „Dumplings“
Buch: Lilian Lee; Regie: Fruit Chan
Die ehemalige Schauspielerin Frau Li kann sich mit der Aussicht, allmählich ihre Jugend und Schönheit zu verlieren, nicht abfinden. Als sie herausfindet, dass ihr zehn Jahre älterer, wohlhabender Mann sie auf seinen Geschäftsreisen regelmäßig mit jüngeren Frauen betrügt, sucht sie Frau Mei auf, deren chinesische Teigtaschen angeblich eine verjüngende Wirkung haben sollen. Die Füllung dieser geheimnisvollen Speise sind jedoch menschliche Föten, die Mei von einer befreundeten Krankenschwester in einer Abtreibungsklinik erhält.
Auch wenn es Frau Li beim Gedanken an die Füllung anfangs graut, setzt sie unbeirrt ihre fragwürdige Therapie fort. Nichts kann sie von ihrem Ziel, dem natürlichen Alterungsprozess zu entfliehen, abhalten. Sie wird jedoch ungeduldig und drängt zu einer Beschleunigung des Vorgangs, so dass Mei gezwungen ist, einen fünfmonatigen Fötus zu finden, der eine stärkere Wirkung haben soll. Zufällig wendet sich eine verzweifelte Mutter mit ihrer minderjährigen Tochter Kate hilfesuchend an sie. Das Mädchen wurde von ihrem Vater sexuell missbraucht und ist nun im fünften Monat ihrer Schwangerschaft. Mei lässt sich dazu überreden bei ihr einen Schwangerschaftsabbruch durchzuführen, kurze Zeit später verstirbt das junge Vergewaltigungsopfer jedoch an Blutungen und die Mutter ersticht später ihren Mann.
Mit dem Verzehr jener bizarren Teigfüllung beginnt für Frau Li eine kurze Phase des Glücks. Ihr treuloser Mann bricht sich das Bein und beginnt sich wieder für sie zu interessieren. Doch es stellen sich auch Nebenwirkungen wie Hautirritationen und ein unangenehmer Körpergeruch bei ihr ein. Als sie zum Arzt geht, um sich untersuchen zu lassen, erfährt sie, dass sie entgegen der bisher bei ihr angenommenen Unfruchtbarkeit, im zweiten Monat schwanger ist. Mei muss wegen Ermittlungen der Polizei aus ihrer Wohnung fliehen und arbeitet nun als Straßenverkäuferin. Da Frau Li nun keine Föten mehr bekommt, aber weiterhin vom Schönheitswahn besessen ist, entscheidet sie sich schließlich ihren eigenen Fötus aus ihrem Körper zu holen, um ihn für ihr jugendliches Aussehen zu verspeisen.

### Episode 2: „Cut“
Buch und Regie: Park Chan-wook
Der erfolgreiche koreanische Regisseur Ryu kommt zur nächtlichen Stunde vom anstrengenden Horrorfilmdreh nach Hause. Daheim wird er von einem ehemaligen Statisten überwältigt und bewusstlos geschlagen. Als er wieder erwacht, findet er sich mit Gummibändern gefesselt in der Kulisse seines neuesten Films wieder. Vor ihm entdeckt er seine geknebelte Frau, eine bekannte Pianistin, die mit unzähligen Drähten und Kleber an einem Klavier fixiert ist. Der wahnsinnige Eindringling, mit einem unbändigen Hass auf den Regisseur, hackt der wehrlosen weiblichen Gefangenen sogleich mit einem Beil einige Finger ihrer linken Hand ab. Daraufhin äußert er in der Gegenwart des geschockten Filmemachers sein provokantes Weltbild, das besagt, dass jeder berühmte und reiche Mensch ein schlechter Mensch sei. Gute Menschen wie er, so seine These, wären jämmerliche Versager. Allerdings kann er seine Behauptung, die er für allgemein gültig hält, nicht auf den gefangenen Regisseur anwenden, da er eine „Riesenausnahme“ darstellt. Deswegen soll der „gute Mensch“ in einem perversen Spiel ein entführtes und ebenfalls im Raum befindliches Kind mit seinen eigenen Händen erwürgen. Andernfalls werden seiner Frau im Fünfminutentakt die Finger abgehackt.
Der äußerst beliebte und feige Regisseur versucht derweil seinen Peiniger zu überzeugen, dass er ein schlechter Mensch ist, ohne sich für das Leben des Kindes oder seiner Frau zu entscheiden. Aufgrund der versuchten Hinhaltetaktik trennt der Kleindarsteller mit dunkler Vergangenheit der Pianistin äußerst skrupellos insgesamt vier Finger ab, bis der erpresserische Fremde stolpert und der Pianistin in die Arme fällt, die ihm einen tödlichen Biss versetzt. Am Ende des Films verschmilzt die Realität mit der surrealen Wahrnehmung des Regisseurs. Getrieben von sonderbaren Stimmen erwürgt Ryu, der sich in einem Alptraum wägt, seine geliebte Frau, unter den Augen des kleinen Kindes.

### Episode 3: „Box“
Buch: Haruko Fukushima; Regie: Takashi Miike
Die erfolgreiche Schriftstellerin Kyoko lebt vollkommen einsam und zurückgezogen im winterlichen Japan. Die junge Frau wird von alptraumartigen Träumen geplagt, in denen sie fast täglich von einem unbekannten Mann in Folie gehüllt, in eine Kiste gesteckt und lebendig begraben wird. Als sie inmitten dieser mystischen Atmosphäre den Geist ihrer toten Zwillingsschwester Shoko sieht, wird sie von ihrer Vergangenheit eingeholt, und sie beginnt sich an lang verdrängte Bilder aus ihrer Kindheit zu erinnern. Einst traten die Geschwister gemeinsam als kindliche Akrobatinnen in dem kleinen Wanderzirkus ihres Vaters auf. Ihre Aufgabe und die zugleich größte Attraktion der Show war es sich in eine kleine Kiste zu zwängen, was den beiden Artistinnen auch mit Leichtigkeit gelang. Da der Vater allerdings Shoko bevorzugte, sie mit Geschenken geradezu überhäufte, verschuldete Kyoko eifersüchtig den tragischen Unfall ihrer Schwester, die einem Flammentod zum Opfer fiel.
Das Leiden der jungen Autorin nimmt kein Ende, und der Geist der toten Schwester scheint sie seit nunmehr 15 Jahren zu verfolgen. Nach und nach verschwimmt für sie die Grenze zwischen ihrer verstörenden Fantasie und der Realität sowie zwischen der Gegenwart und der Vergangenheit. Urplötzlich findet sich die völlig verängstigte Frau im Zirkuszelt vor einer bunten Kiste wieder, als ihr unvermittelt der Geist ihres Vaters begegnet. Dieser ihr wohlgesinnte Vater entpuppt sich am Ende des Films als mysteriöser Unbekannter, der sie tagtäglich in einen Plastiksack steckt, um sie lebendig zu begraben. Er möchte seine beiden Töchter vereint sehen. Am Ende des Films sieht man, dass die Mädchen siamesische Zwillinge sind.

## Hintergrund
- Der Film stellt die Fortsetzung des 2002 veröffentlichten Horror-Episodenfilms Three… Nightmares dar.
- Vom Kurzfilm Dumplings ist auch eine Langfassung unter dem Titel Dumplings – Delikate Versuchung erschienen.

## Kritiken
„Drei Horror-Kurzfilme aus Südostasien, die in ihrer Stilvielfalt das Genre bereichern. ‚Box‘: […] Der sperrige, experimentell angelegte Film setzt weniger auf Schocks als auf atmosphärische Dichte und leise Melancholie. ‚Dumplings‘: […] Der thematisch schockierende Film hält sich visuell zurück und fesselt durch die intime Kameraarbeit. ‚Cut‘: […] Der nervenaufreibende, recht drastische Horrorthriller bezieht seine Spannung daraus, dass sich das Paar zugleich einen verbalen Kleinkrieg liefert, der die wahren Charaktere ans Licht bringt.“